# الرقابة في سنغافورة
تستهدف الرقابة في سنغافورة القضايا الدينية والعنصرية والسياسية بشكل أساسي، والمحتوى المثلي الجنسي. وتصنف هذه الأمور كعلامات خارجة عن الحدود المقبولة.

## التنفيذ
تمنح هيئة تطوير الإعلام والمعلومات والاتصالات الموافقة على المنشورات، وتصدر تراخيص الترفيه الفني، وتفرض قانون البث التلفزيوني وقانون الاشتراكات والإعلانات التلفزيوني، وقانون البث الإذاعي وإعلانات الراديو أيضًا، وذلك عن طريق فرض عقوبات مالية لمن يخالف هذه القوانين. ويمكن استئناف قرارات هذه الهيئة أمام لجنة خاصة بالبث والمنشورات والفنون وأمام لجنة خاصة بالسينما. تجتمع لجنة مراجعة الرقابة مرة كل عشر سنوات «لمراجعة وتحديث أهداف ومبادئ الرقابة بما يتناسب مع المصالح طويلة المدى لمجتمعنا». وقد كان آخر اجتماع لهذه اللجنة عام 2009 إذ قدمت نحو 80 مقترحًا للعام الذي يليه ونالت معظم هذه الاقتراحات القبول. وترى حكومة سنغافورة أن هذه الرقابة أمر ضروري إلى حد ما وذلك لتجنب العبث بالتوازن الحساس لمجتمع سنغافورة المتعدد الأطياف.

## الرقابة على الأفلام
تؤخذ موافقة هيئة تطوير الإعلام والمعلومات والاتصالات قبل طرح أي فيلم في دور العرض، والتي بدورها تقوم بتصنيف الأفلام إلى 6 فئات عمرية مختلفة وهذه الفئات هي:
- جي - مناسب لجميع الأعمار
- بّي جي - مناسب لمعظم الأعمار ولكن، بالنسبة للأولاد، تكون المشاهدة بإشراف الوالدين.
- بّي جي 13 - مناسب لعمر 13 وما فوق وينصح بإشراف الوالدين بالنسبة للأولاد تحت سنة الثالثة عشرة.
- إن سي 16 - مخصص للأشخاص تحت سن السادسة عشرة.
- إم 18 - للبالغين فوق الثامنة عشرة.
- آر 21 - خاص للبالغين فوق 21 سنة. وتعرض أفلام هذه
- الفئة في دور عرض مرخصة خاصة.
- رفض التصنيف، أو ما كان يعرف سابقًا بالرمز إن إيه آر (ممنوع من العرض لجميع الفئات) -

في بعض الحالات الاستثنائية، يرفض تصنيف بعض الأفلام أي أنها تكون ممنوعة من العرض لجميع الفئات، وذلك عندما يكون محتوى الفيلم مقوضًا للمصلحة الوطنية أو قد يسبب تآكل في النسيج الأخلاقي للمجتمع. قد تتضمن هذه الأفلام موضوعات تروج لصورة دينية أو عرقية مشوهة أو تقوض المصلحة الوطنية، وقد تتضمن لغة مسيئة للدين أو ألفاظًا نابية، أو حتى أفعال جنسية صريحة. ويرفض تصنيف المحتوى الإباحي وأي محتوى يساهم في الدعاية لنمط الحياة المثلية وقبولها كنمط حياة عادي. والأفلام التي تشجع على المخدرات وعلى العنف والقسوة غير المبررين. ويمنع القانون بيع أو استئجار وتأجير واستيراد أو حتى حيازة الأفلام التي يرفض تصنيفها تحت طائلة المسؤولية ويعاقب من يخالف هذه القوانين بالسجن أو بالغرامات المالية.
تحظر المادة 33 من قانون الأفلام إنتاج وعرض وتوزيع «الأفلام السياسية الحزبية» تحت طائلة غرامة لا تتجاوز 100,000 دولار أو سجن لمدة لا تتجاوز السنتين. ويعرف قانون الأفلام «الفيلم السياسي الحزبي» بأنه أي فيلم أو فيديو:
(1) يروج لأي حزب أو شخص أو هيئة تتعلق أهدافها بشكل كلي أو جزئي بالسياسة في سنغافورة، أو يروج لأي فرع من فروع هذا الحزب أو الهيئة.
(2) يصدر عن أي شخص ويوجه نحو أي غاية سياسية في سنغافورة.
في مارس 2009، عُدل قانون الأفلام ليسمح بعرض الأفلام السياسية الحزبية بعد الحصول على موافقة لجنة استشارية تقرر إذا ما كان هذا الفيلم واقعيًا وموضوعيًا.

## الرقابة على الموسيقى
في 1963، منعت سنغافورة الأغنية الرائجة آنذاك باف، ذا ماجيك دراغون، وذلك خشية أن تكون كلماتها تلمح إلى تعاطي الماريجوانا. ومنعت ألبومين لجانيت جاكسون بسبب معاني أغانيها الجنسية والمثلية الصريحة والتي وجدتها اللجنة الخاصة بالبث والمنشورات والفنون غير مقبولة في المجتمع السنغافوري. ولكن هذا المنع أُزيل مع الوقت. ومنعت أغنية كيتي بيري المشهورة قبلت فتاة من البث الإذاعي لأن كلمات الأغنية التي تتحدث عن علاقة مثلية قد انتهكت قانون البث الإذاعي.

## الرقابة على ألعاب الفيديو
في 14 أبريل 2008، أعلنت هيئة تطوير الإعلام والمعلومات والاتصالات أنه ثمة نظام تصنيف جديد رسمي لألعاب الفيديو سيدخل حيز التنفيذ في 28 أبريل 2008.
قسمت ألعاب الفيديو في هذا النظام إلى 3 فئات:
- عام (مناسب لجميع الأعمار)

- إيه دي في 16 (مناسب لعمر 16 سنة وما فوق) - من الممكن أن تحتوي على بعض صور العنف المعتدل واستخدام طفيف للمخدرات، ونشاطات جنسية ضمنية، وبعض العري الجزئي وبعض الألفاظ القوية.
- إم 18 (مخصصة للبالغين فوق 18 سنة) – من الممكن أن تصور عنفًا واقعيًا مثل قتل أو تقطيع أجزاء من جسم الإنسان، ومن الممكن أن تحتوي على تصوير لنشاطات جنسية وعري جزئي أو كامل واستخدام متكرر لألفاظ قوية وخشنة بالإضافة إلى أفكار ومواضيع تخص البالغين.

يُرفض تصنيف بعض ألعاب الفيديو في الحالات القصوى، كأن تتجاوز أفكار هذه اللعبة الحدود الاجتماعية المقبولة.

## الرقابة على الفنون المسرحية
يجب أن تقدم نصوص جميع المسرحيات إلى هيئة تطوير الإعلام قبل عرضها، ولديها الحق بمنع عرض أي شيء تراه «مخلًا بالمصلحة العامة»، ويمكن استئناف قرارات هذه الهيئة أمام اللجنة الخاصة بالبث والمنشورات والفنون.

## الرقابة على التلفزيون
تتحكم شركة ميديا كورب المملوكة للدولة بجميع قنوات التلفزيون المحلية، بالإضافة إلى 14 قناة إذاعية.
وتتوفر أيضًا جميع القنوات التلفزيونية المجانية والمدفوعة. ولكن الملكية الخاصة للأقمار الصناعية ممنوعة على الرغم من وجود بث لبعض القنوات التلفزيونية الدولية (مثل فوكس نيوز، بي بي سي، سي إن إن وغيرها) عبر شركات بث محلية.
ترصد هيئة تطوير الإعلام والمعلومات والاتصالات وعبر لجانها الاستشارية المتوفرة باللغات الرسمية الأربعة جميع نشاطات البث التلفزيوني وتقدم الاقتراحات والتوصيات. وينظم قانون البث التلفزيوني التابع للهيئة المحتوى المسموح ببثه على القنوات التلفزيونية.